# مادريشاورن
مادريشاورن (بالإنجليزية: Madrisahorn)‏ هو أحد جبال سلسلة سلسلة راتيكون ويقع في كانتون غراوبوندن في سويسرا. يحتل المرتبة رقم 262 في قائمة جبال سويسرا من حيث الارتفاع، إذ يبلغ ارتفاعه حوالي 2826 متر، بينما يبلغ ارتفاع نتوء الجبل 600 متر.